# NGC 945
NGC 945 è una galassia a spirale barrata situata nella costellazione della Balena, a una distanza di circa 205 milioni di anni luce dalla nostra Via Lattea.

## Scoperta
La galassia è stata scoperta il 28 novembre 1785 dall'astronomo britannico di origine tedesca William Herschel.

## Descrizione
NGC 945 ha una classe di luminosità III e presenta una larga riga a 21 cm dell'idrogeno neutro.

## Supernova
Il 1 settembre 1998, all'interno di NGC 945 è stata scoperta la supernova SN 1998dt da T. Shefler, E. Halderson, M. Modjaz, J. Y. King, W. D. Li, R. R. Treffers e A. V. Filippenko dell'Università della California - Berkeley nel corso del programma LOSS (Lick Observatory Supernova Search) dell'Osservatorio Lick. La supernova è stata classificata di tipo Ib.

## Gruppo di NGC 945
NGC 945 è la più brillante di un gruppo di galassie che porta il suo nome, il Gruppo di NGC 945. Le altre sei galassie del gruppo sono NGC 948, NGC 950, NGC 977, MCG -2-7-20, MCG -2-7-32 e MCG -2-7-33.